# Скенектади
Скене́ктади (англ. Schenectady; произносится [skəˈnɛktədi]) — город на северо-востоке США в штате Нью-Йорк. 66 135 жителей (2010). Транспортный узел. Производство турбин, турбогенераторов, атомных реакторов, электромоторов; химическая промышленность.

## История
Территории современного Скенектади изначально населяли мохоки. В 1640-х годах у мохоков было три больших поселения, расположенных на южном берегу реки Мохок, самым восточным из которых был Оссерненон, расположенный примерно в 9 милях к западу от современного города Орисвилл. Когда в 1614 году голландцы основали в долине реки Гудзон Форт Оранж (на месте современного Олбани), мохоки обозначили свое поселение как skahnéhtati, что означает «за соснами», имея в виду большую территорию сосновых пустошей, расположенную между их поселением и рекой Гудзон. Название Скенектади закрепилось за этой местностью среди поселенцев Форта Оранж.
В 1661 году голландский иммигрант Арендт ван Корлаер (Ван Керлер) купил большой участок земли на южном берегу реки Мохок. Ещё четырнадцать колонистов получили по 50 акров земли в дар от правительства колонии Новые Нидерланды. Из-за нехватки рабочей силы в колонии некоторые голландские поселенцы привозили в регион африканских рабов. В Скенектади они использовали их в качестве сельскохозяйственных рабочих.
В 1664 году англичане захватили голландскую колонию Новые Нидерланды и переименовали её в Нью-Йорк.
8 февраля 1690 года, во время войны короля Вильгельма, французские войска и воины союзных им индейских племен, в основном оджибве и алгонкины, неожиданно напали на Скенектади, в результате чего 62 человека погибли, а 72 были взяты в плен. В американской истории это событие известно как резня в Скенектади. Пленных напавшие увели по суше примерно на 200 миль в Монреаль и связанную с ним деревню Канаваке. В начале 18 века некоторые пленные были выкуплены своими общинами. В 1748 году, во время войны короля Георга, французы и индейцы снова напали на Скенектади, убив 70 жителей.
В 1765 году образован округ Скенектади.
В 1795 году был основан Юнион колледж, являющийся одним из старейших высших учебных заведений в США и вторым в штате Нью-Йорк (после Колумбийского Университета).
В 1798 году Скенектади получил статус города.
В 1819 году Скенектади пострадал от пожара, в результате которого было уничтожено более 170 зданий и большая часть его исторической самобытной архитектуры в голландском стиле
В 1824 году в округе Скенектади проживало 3939 человек. К этому времени (а особенно после завершения строительства канала Эри в 1825 году) Скенектади становится важным транспортным, производственным и торговым центром. К 1824 году в промышленности была занята большая часть его населения, чем в сельском хозяйстве или торговле.
В 1831 году была запущена железная дорога, соединявшая Скенектади и Олбани, ставшая одной из первых железных дорог в США. В последующие годы было построено ещё несколько участков железных дорог, сделавших Скенектади крупнейшим железнодорожным узлом страны того времени.
К концу 19 века в долине реки Мохок были созданы новые отрасли промышленности. Рабочие места в промышленности привлекли много новых иммигрантов, сначала из Ирландии, а позже из Италии и Польши. В 1887 году Томас Эдисон перевел в Скенектади свою компанию Edison Machine Works. В 1892 году Скенектади стал штаб-квартирой компании General Electric. Этот бизнес превратился в крупную промышленную и экономическую силу и помог сделать город и регион национальным производственным центром. Также здесь была основана American Locomotive Company.
Как и другие промышленные города в долине Мохок, в начале 20 века Скенектади привлек много новых иммигрантов из восточной и южной Европы, заполнявших новые рабочие места в промышленности. Это также привлекло афроамериканцев в рамках Великой миграции из сельских районов Юга в северные города для работы.
Пик развития города приходится на 1930 год. Впоследствии город потерял значительное число рабочих мест и населения в результате Великой депрессии а так же в ходе масштабных изменений в промышленности и политике корпораций во второй половине 20-го века.
С конца 20 века Скенектади формирует новую экономику, частично основанную на возобновляемых источниках энергии. С 2000 года его население снова увеличивается.

## География и климат

### Географические сведения
Скенектади находится примерно в 220 км к северу от города Нью-Йорка и в 20 км к северо-западу от Олбани. Город расположен на правом берегу реки Мохок примерно на 30 км выше по течению от места её впадения в реку Гудзон. Является частью Столичного округа штата Нью-Йорк — городской агломерации, окружающей Олбани. Наряду с Олбани и городом Трой является одним из трёх основных городских центров этой агломерации.

### Климат
Скенектади находится в зоне умеренно континентального климата, с холодной, снежной зимой и жарким, влажным летом.
| Показатель                         | Янв. | Фев. | Март | Апр. | Май  | Июнь | Июль | Авг. | Сен. | Окт. | Нояб. | Дек. | Год  |
| ---------------------------------- | ---- | ---- | ---- | ---- | ---- | ---- | ---- | ---- | ---- | ---- | ----- | ---- | ---- |
| Средний суточный максимум, °C      | 1,2  | 2,8  | 7,8  | 15,7 | 22,5 | 26,9 | 29,8 | 28,9 | 25,1 | 17,6 | 10,6  | 4,3  | 16,1 |
| Средняя температура, °C            | −3,6 | −2,4 | 2,3  | 9,4  | 16,1 | 20,9 | 23,8 | 22,8 | 18,8 | 11,9 | 5,6   | 0,1  | 10,5 |
| Средний суточный минимум, °C       | −8,4 | −7,7 | −3,2 | 3,2  | 9,6  | 15,0 | 17,8 | 16,8 | 12,4 | 6,2  | 0,7   | −4,1 | 4,9  |
| Норма осадков, мм                  | 67   | 62   | 74   | 78   | 96   | 117  | 118  | 100  | 97   | 107  | 72    | 80   | 1069 |
| Источник: NOAA Online Weather Data |      |      |      |      |      |      |      |      |      |      |       |      |      |

## Население
По данным переписи населения 2010 года в городе проживало 66 135 человек, составлявших 28 264 домашних хозяйств.
Расовый состав жителей: белые — 59,38 % (в том числе 7,07 белые испаноязычные), афроамериканцы — 24,19 %, латиноамериканцы — 14,47 %, другие расы — 8,24 %, относящие себя к двум и более расам — 5,74 %, американцы азиатского происхождения — 2,62 %, коренные американцы — 0,69 %, коренные жители островов Тихого океана — 0,14 %.
По происхождению предков: итальянцы — 13,6 %, гайанцы — 12,3 %, ирландцы — 12,1 %, пуэрториканцы — 10,1 %, немцы — 8,7 %, англичане — 6,0 %, поляки — 5,4 %, французы — 4,4 %.
Возрастной состав населения: до 18 лет — 26,3 %, от 18 до 24 лет — 13,6 %, от 25 до 44 лет — 30,7 %, от 45 до 64 лет — 21,1 %, 65 лет и старше — 7,2 %. Средний возраст составляет 32 года.
На каждые 100 женщин приходится 92,5 мужчин. На каждые 100 женщин в возрасте 18 лет и старше приходится 88,4 мужчин.
Средний доход домохозяйства в городе в 2000 году составлял 29 378 долларов (в 2010 году — 37 436 долларов), а средний доход семьи — 41 158 долларов. Средний доход мужчин составлял 32 929 долларов по сравнению с 26 856 долларами у женщин. Доход на душу населения в городе составлял 17 076 долларов. Около 20,2 % семей (25,9 % населения) находились ниже черты бедности.
| Численность населения | Численность населения | Численность населения | Численность населения | Численность населения | Численность населения | Численность населения | Численность населения | Численность населения | Численность населения |
| 1800                  | 1810                  | 1820                  | 1830                  | 1840                  | 1850                  | 1860                  | 1870                  | 1880                  | 1890                  |
| --------------------- | --------------------- | --------------------- | --------------------- | --------------------- | --------------------- | --------------------- | --------------------- | --------------------- | --------------------- |
| 5289                  | ↗5903                 | ↘3939                 | ↗4268                 | ↗6784                 | ↗8921                 | ↗9579                 | ↗11 026               | ↗13 655               | ↗19 902               |
| 1900                  | 1910                  | 1920                  | 1930                  | 1940                  | 1950                  | 1960                  | 1970                  | 1980                  | 1990                  |
| ↗31 682               | ↗72 826               | ↗88 723               | ↗95 692               | ↘87 549               | ↗91 785               | ↘81 070               | ↘77 958               | ↘67 972               | ↘65 566               |
| 2000                  | 2010                  | 2019                  |                       |                       |                       |                       |                       |                       |                       |
| ↘61 821               | ↗66 135               | ↘65 273               |                       |                       |                       |                       |                       |                       |                       |

## Экономика

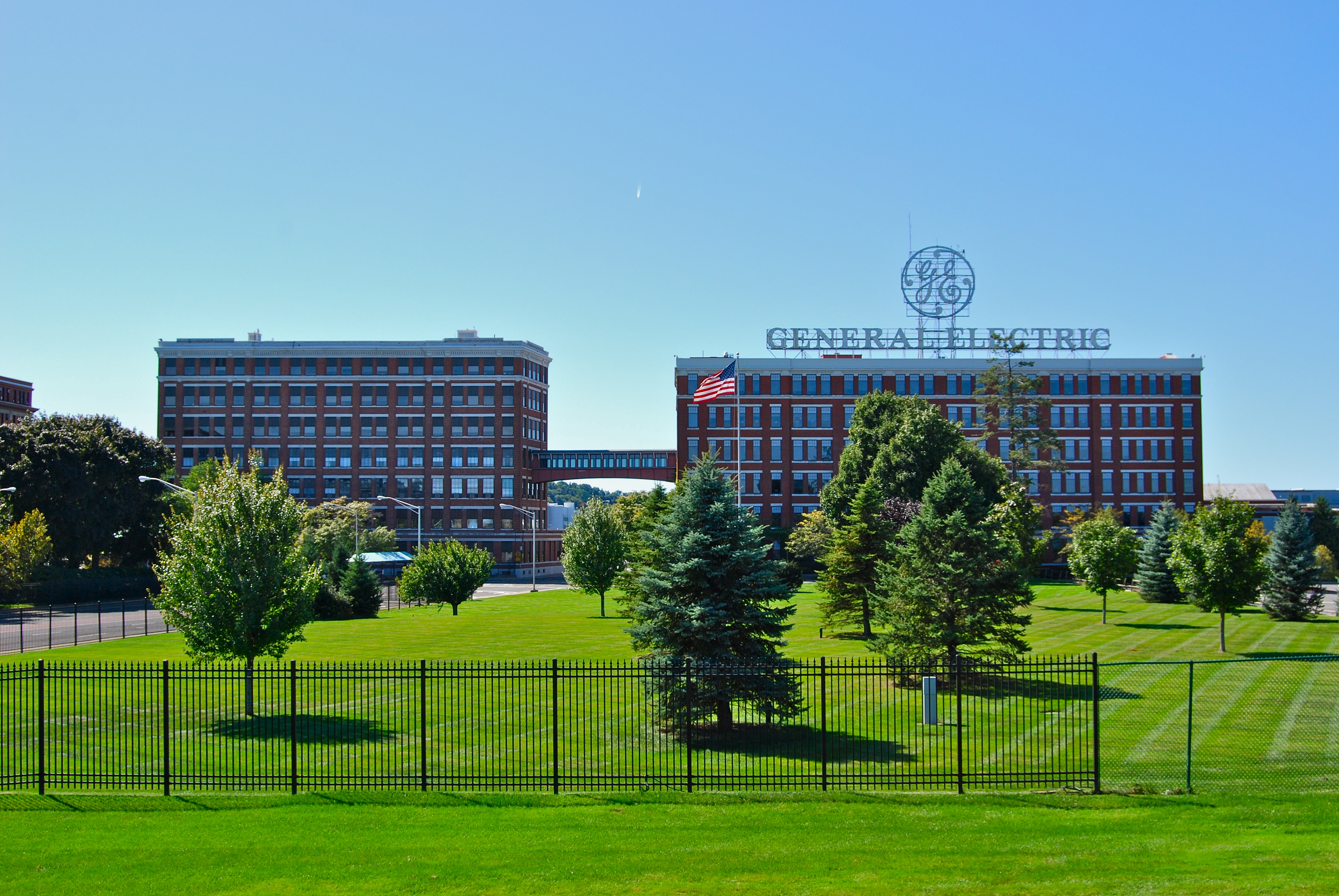
Здание бывшей штаб-квартиры GE

В годы наибольшего развития промышленности Скенектади был известен как «Город, который освещает и двигает мир» благодаря двум крупнейшим компаниям в городе — General Electric и American Locomotive Company (ALCO). Сегодня GE сохраняет свои производственные мощности по производству паровых турбин в Скенектади и центр глобальных исследований в соседнем городе Нискейуна. Тысячи производственных рабочих мест были перемещены из Скенектади в южные штаты США и за границу. Штаб-квартира корпорации сейчас находится в Бостоне. Завод ALCO в Скенектади закрылся в 1969 году.
В конце 20 века город потерял много рабочих мест и переживал тяжелые финансовые времена, как и многие бывшие производственные города в северной части штата Нью-Йорк. Потеря работы привела к сокращению населения Скенектади почти на треть с 1950 до конца 20 века. Проблемой является так же то, что многие участки, ранее занятые промышленными предприятиями, были загрязнены опасными отходами.
В 21 веке Скенектади начал возрождение. GE создала центр возобновляемых источников энергии, который привлек в этот район сотни сотрудников. В городе развиваются малые предприятия, розничные магазины и рестораны.
В декабре 2014 года штат объявил, что город стал одним из трех мест, выбранных для развития азартных игр вне резерваций в соответствии с поправкой к конституции штата 2013 года. В рамках проекта планируется реконструировать заброшенный участок ALCO в городе вдоль набережной с гостиницами, жилыми домами и пристанью для яхт в дополнение к казино.

## Транспорт
Рядом с городом расположен аэропорт Скенектади, используемый для полетов авиации общего назначения, воздушных такси, а также военной авиации. Ближайшим к городу аэропортом, осуществляющим регулярные коммерческие авиаперевозки является международный аэропорт Олбани.
В городе расположена железнодорожная станция Скенектади, через которую поездами компании Amtrak осуществляется беспересадочное пассажирское сообщение в направлении городов Нью-Йорк, Бостон, Чикаго, Торонто, Монреаль, Ратленд (Вермонт) и Ниагара-Фолс . Грузовые железнодорожные перевозки осуществляют Канадская тихоокеанская железная дорога и Norfolk Southern Railway.
Поблизости от Скенектади проходят автомагистрали I-87, I-88 (восток), I-90, через центральную часть города проходит автодорога I-890.

## Известные люди
- Ральф Ашер Алфер — физик, астроном, космолог, работал профессором физики и астрономии в Юнион-колледже в Скенектади, директором обсерватории Дадли;
- Честер Алан Артур — 21-й президент США, жил в Скенектади при обучении в Юнион-колледже;
- Льюис Калеб Бек — врач, ботаник, химик, минералог;
- Кэтрин Блоджетт — исследовательница в области физической химии;
- Джон Болл — писатель;
- Мария Бринк — певица и автор песен, вокалистка американской метал-группы In This Moment;
- Джордж Вестингауз — промышленник, инженер, предприниматель, основатель компании «Вестингауз Электрик»;
- Курт Воннегут — писатель;
- Гарольд Гулд — актёр;
- Энн Дейвис — актриса;
- Мэри Дейли — радикальная феминистка, философ и теолог;
- Амир Дерак — музыкант;
- Элисон де Форж — историк и правозащитник;
- Уилли Дин — баскетболист;
- Джозеф Кристофер Йейтс — юрист, политик, 7-й губернатор штата Нью-Йорк;
- Грег Капулло — писатель и художник комиксов;
- Джимми Картер — 39-й президент США, проходил обучение в Юнион-колледже;
- Джессика Коллинз — актриса;
- Мариетт Лесли Коттон — художник;
- Майкл Кремо — писатель, исследователь;
- Джон Криган — легкоатлет, серебряный призёр летних Олимпийских игр 1900;
- Пэт Кэдиган — писательница;
- Патриция Кэлембер — актриса;
- Ирвинг Ленгмюр — химик, лауреат Нобелевской премии по химии;
- Арнольд Лобел — популярный автор и иллюстратор детских книг;
- Ранальд Макдугалл[англ.] — кинорежиссёр, сценарист, президент гильдии сценаристов Америки (Запад)[англ.];
- Чарльз Маккеррас — дирижёр;
- Тревор Марсикано — конькобежец, серебряный призёр зимних Олимпийских игр 2010;
- Том Молтон — музыкальный продюсер, звукоинженер;
- Джон Нейпир — бобслеист;
- Пэт Райли — баскетболист, тренер, президент команды «Майами Хит»;
- Рональд Линн Ривест — специалист по криптографии;
- Эдвард Римкус — бобслеист, чемпион зимних Олимпийских игр 1948;
- Лиза Ричардсон — кёрлингистка, тренер;
- Микки Рурк — актёр;
- Джон Сэйлз — кинорежиссёр, сценарист, актёр, писатель;
- Джеральд Стано — серийный убийца;
- Билл Стопера — кёрлингист, тренер;
- Телфорд Тейлор — юрист, профессор права, обвинитель на 9-м малом нюрнбергском процессе 1946 г.;
- Чарлз Протеус Штейнмец — математик, инженер;
- Мэрибет Тиннинг — серийная убийца;
- Ли Уоллард — автогонщик;
- Ато Эссандо — актёр;
- Эндрю Ян — предприниматель, политик.

## Города-побратимы
- Нейкерк[англ.] (Нидерланды)